# Palazzo Patrizi Clementi

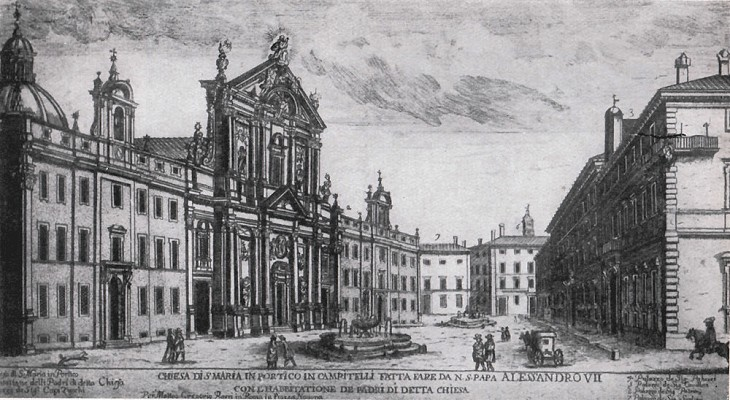
Gravura de Giovan Battista Falda (década de 1660) da Piazza di Campitelli. O Palazzo Patrizi é o da direita no final da praça, bem em frente ao Palazzo Serlupi Caetani Lovatelli e separado dele pela Via dei Funari. À esquerda, a igreja de Santa Maria in Campitelli.

Palazzo Patrizi Clementi é um palácio localizado num quarteirão delimitado pela Via dei Funari, onde está a entrada principal, a Via dei Delfini e a Via Cavaletti (bem no cruzamento com a Piazza di Campitelli), no rione Sant'Angelo de Roma. Ele é conhecido também como Palazzo Patrizi a Santa Caterina, uma referência à vizinha igreja de Santa Caterina dei Funari, para diferenciá-lo do Palazzo Patrizi a San Luigi, vizinha da igreja de San Luigi dei Francesi.

## História

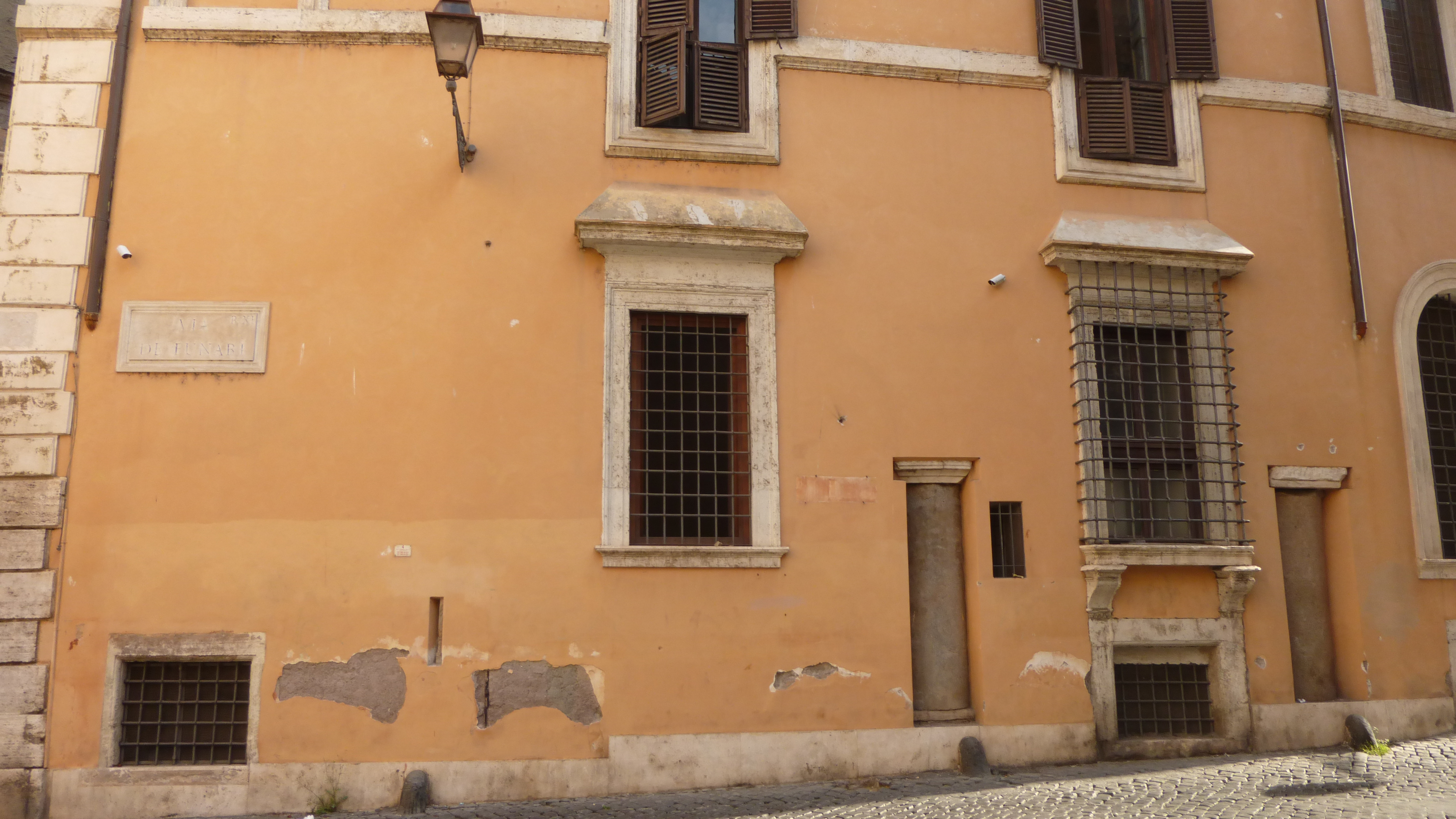
Trecho da fachada na Via dei Funari, bem em frente à Piazza Lovatelli, mostrando as duas colunas antigas incorporadas na parede.

Este palácio foi construído por volta de 1580 para uma família que ainda hoje permanece desconhecida porque o brasão que está no beiral está desgastado. Apesar disto, o edifício foi construído no local onde ficava a Torre del Melangolo, que era parte do Palazzo Tebaldeschi; este era um palácio histórico (conhecido também como Palazzo della Torre del Melangolo) famoso porque ali vivia, num apartamento alugado, Santo Inácio de Loyola, quando recebeu do papa a bula aprovando a criação de sua nova ordem, a Companhia de Jesus. O edifício passou depois para Fabricio Massimo, para os Mellini e finalmente acabou nas mãos de Francesco Patrizi, que lhe emprestou o nome. O palácio permaneceu na família até 1736, quando Maria Virginia Patrizia o levou como dote em seu casamento com o marquês Giovanni Chigi Montoro sob a condição de que ele assumisse também o sobrenome e o brasão dos Patrizi. Depois, o edifício foi vendido aos Clementi e aos Ascarelli. Atualmente é propriedade do estado italiano e sede da Superintendência para os Bens Ambientais e Arquitetônicos do Lácio. 

## Descrição
O palácio, restaurado em 1937 e em 1965, se apresenta em três pisos com janelas arquitravadas ou de moldura simples e se abre em dois portais encimados por varandas, um na Via dei Funari e outro na Via Cavaletti. Em 1924, o arquiteto Antonio Muñoz acrescentou uma belvedere acima do beiral.
Uma característica notável deste palácio pode ser admirada na fachada na Via dei Funari: duas belas colunas antigas incorporadas à parede, provavelmente restos do antigo Pórtico de Filipo. Elas foram reveladas durante escavações realizadas na fundação do Palazzo Lovatelli, que fica bem em frente. Muitas casas e palácios romanos tinham pórticos abertos no piso térreo durante a Idade Média, a maioria reaproveitando colunas de templos romanos antigos. Com exceção dos pórticos em igrejas, todos eles desapareceram entre os séculos XVI e XVII (a maioria foi murado para aumentar o espaço útil no piso térreo).